# Vondelparkpaviljoen

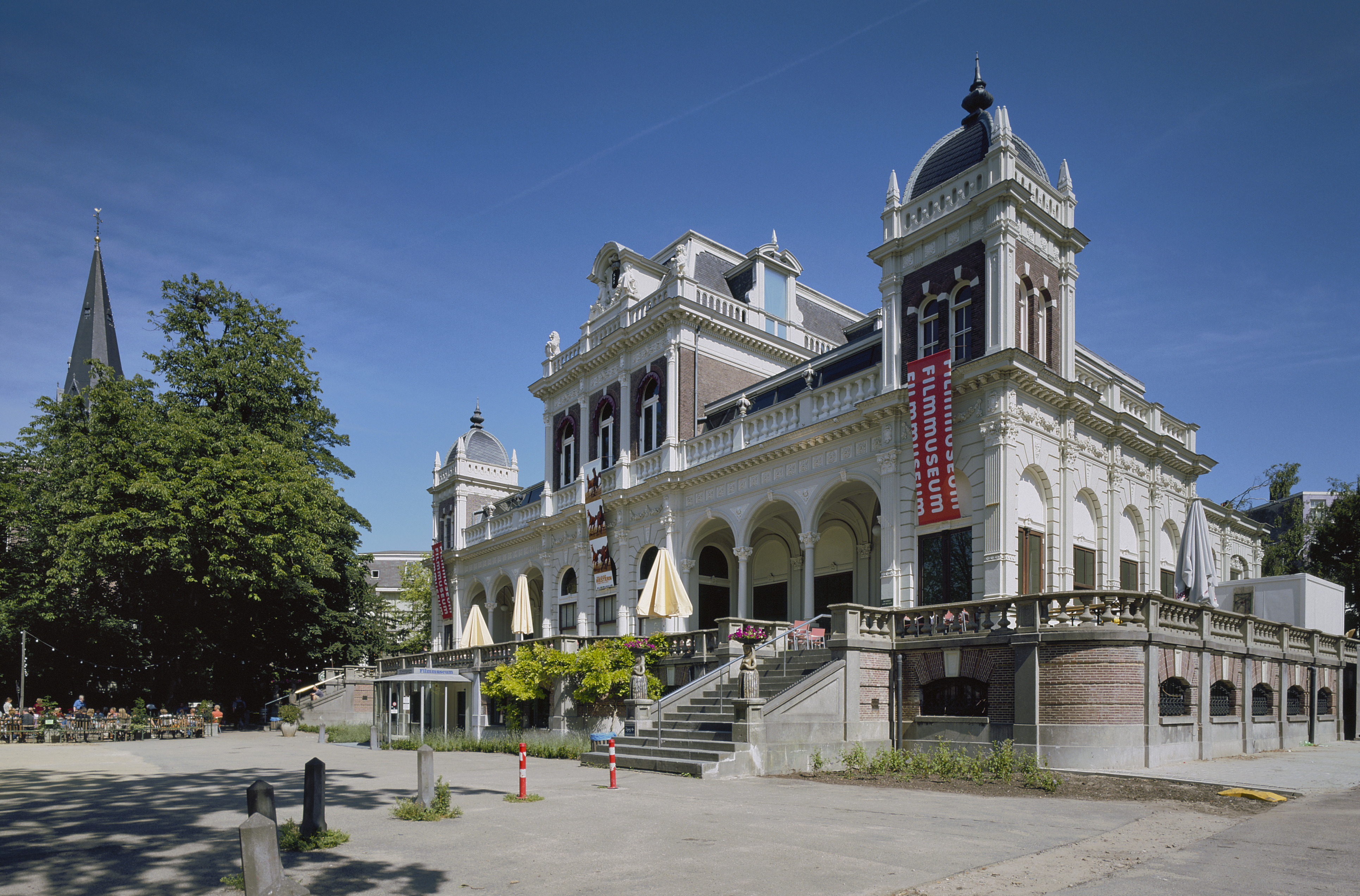
Voorgevel en rechter zijgevel, met bordes.

Het Vondelparkpaviljoen is een gebouw in het Vondelpark te Amsterdam. Het is gebouwd in 1874-1881 door architect W. Hamer in Italiaanse renaissancistische stijl en voorzien van gecanneleerde Ionische halfzuilen, rondboogvormige vensters en gekoepelde torentjes. Tien jaar na de opening kwamen er een receptiezaal en een kegelbaan bij. Het staat op het laagste punt van de stad (van voor de annexaties van 1921).

## Geschiedenis

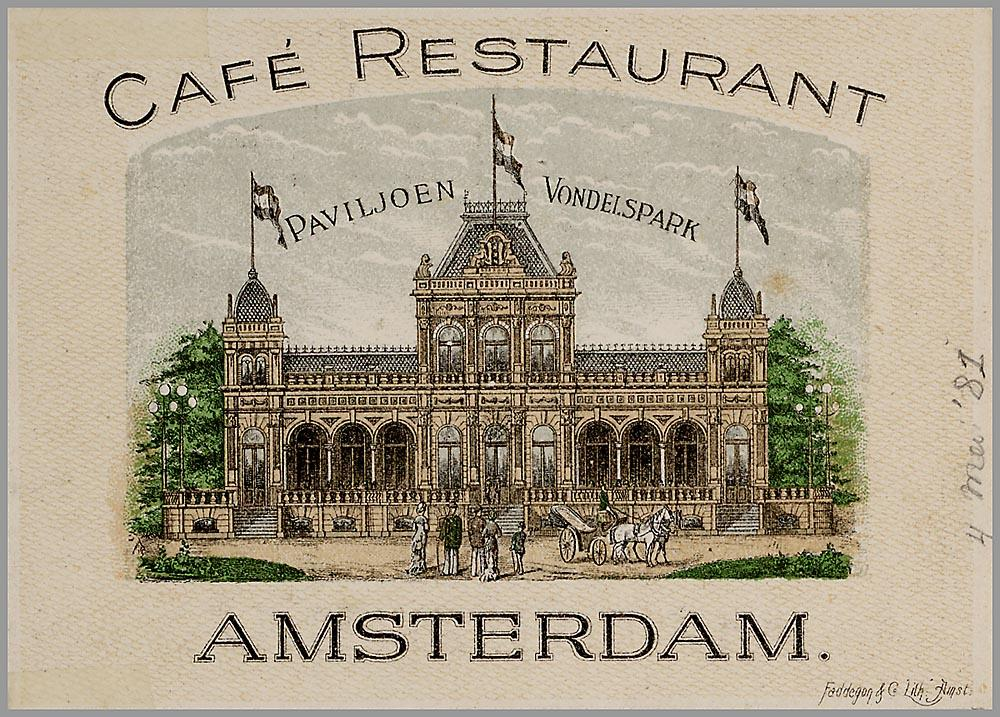
Het Vondelparkpaviljoen in 1881.

Vanaf de opening werden er in het paviljoen al exposities gehouden van moderne kunstenaars en was het een favoriete ontmoetingsplek voor bohemien in Amsterdam. In de periode van economische crisis in de jaren dertig hadden de pachters grote moeite om de huur op te brengen.
Gedurende de Tweede Wereldoorlog werd het gebouw gevorderd door de Duitse bezetters. Ook diverse villa's in de omgeving werden door de Duitsers in gebruik genomen om officieren in onder te brengen. In de eerste oorlogsjaren hebben Duitse cavaleristen zware pinnen in het marmer geslagen om er hun zadels aan op te hangen. In 1943 werd er een expositie gehouden van speelgoed dat soldaten in hun vrije tijd hadden gemaakt voor de Winterhulp. In 1944 werd het pand nog gebruikt als Verpflegungshauptamt (voor de voedselvoorziening) en als opslagruimte. Bij de bevrijding in 1945 kwam het gebouw in gebruik bij de Binnenlandse Strijdkrachten. Toen het weer vrij kwam was alle meubilair verdwenen en het gebouw was uitgewoond. Na de oorlog werd het paviljoen gerestaureerd. Er kwam een ontmoetingsplaats voor zakenlui, politici, schrijvers en kunstenaars. In 1953 kwamen het park en het paviljoen in handen van de gemeente. In de jaren 50 was het de vaste uitvalsbasis van het Holland Festival.

### Filmmuseum

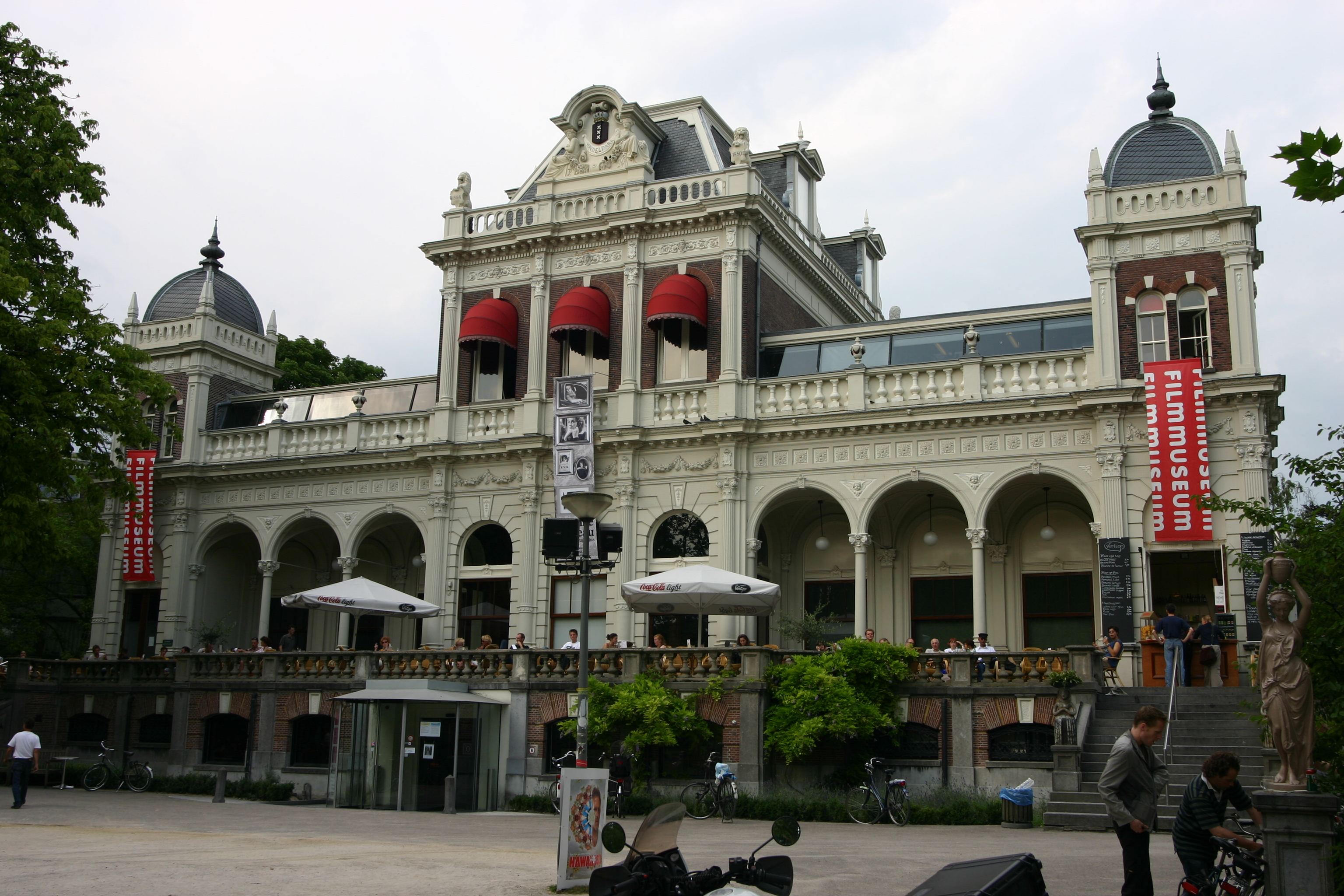
Het Filmmuseum in het Vondelparkpaviljoen, juli 2005.

Van 1972 tot 2012 bood het onderdak aan het Filmmuseum. Het museum, dat jarenlang had ingewoond bij andere instellingen, kon in het eigen gebouw uitgroeien tot een aanzienlijke publiekstrekker. Het museum had er de beschikking over twee kleine filmzalen en ontving jaarlijks meer dan 150.000 bezoekers. Ook werden er op het terras van het paviljoen openluchtvoorstellingen gegeven. Hiervoor werd tegenover het terras een opblaasbaar scherm geplaatst. De projector voor deze voorstellingen stond in een aparte ruimte achter het terras. Het paviljoen, dat als het Filmmuseum bekend kwam te staan, was echter niet op deze taak berekend en er was chronisch ruimtegebrek. Op 8 januari 2012 werd als slotfilm de stille klassieker Sunrise vertoond.
In 1991 is het gebouw door Joop van Stigt grondig gerestaureerd. Nadat het museum in 2009 was opgegaan in het nieuwe EYE Film Instituut Nederland, droeg de locatie enkele jaren de naam EYE Vondelpark. Het Filmmuseum heropende in het voorjaar van 2012 op een locatie aan het IJ, onder de eerstgenoemde naam.
Op het brede terras en in het voormalige Caveau in het souterrain huisde sinds 1988 café Vertigo, vernoemd naar de Hitchcockfilm. Door het vertrek van het museum werd de toekomst van de onderhuurder onzeker en moest het uiteindelijk de deuren sluiten. Op 28 oktober 2012 was de laatste openingsmanche van het café.
In oktober 2010 is de AVRO door het stadsdeel West van de gemeente Amsterdam geselecteerd als de huurder van het Vondelparkpaviljoen. Op 1 februari 2012 hebben de AVRO en het stadsdeel een intentieovereenkomst gesloten. Op basis van deze overeenkomst is de herontwikkeling van het Vondelparkpaviljoen tot 'Avrohuis' verder ter hand genomen.

### VondelCS

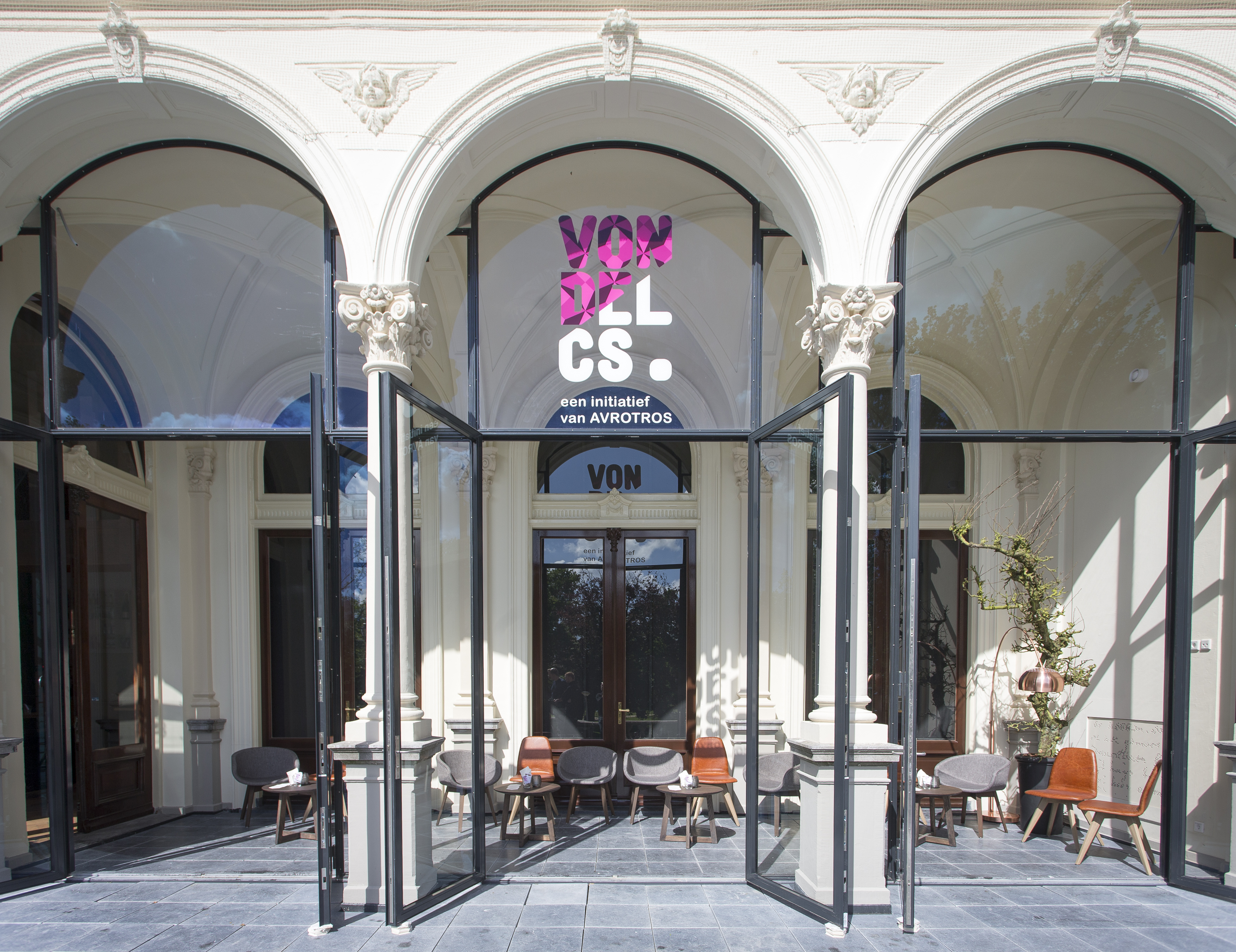
VondelCS serre van buiten

Het Vondelparkpaviljoen was van 2014 tot 2021 na een verbouwing naar ontwerp van architectenbureau TenBrasWestinga het Amsterdamse onderkomen van de fusieomroep AVROTROS. Hier had de omroep haar media- en cultuurlab, VondelCS genaamd, ondergebracht. Het Vondelparkpaviljoen werd sinds de heropening ook gepresenteerd onder de naam VondelCS. CS stond voor Cum Suis, Latijn voor 'met de zijnen', een verwijzing naar de verschillende partners die gebruik maakten van het voormalige filmmuseum. Het pand bood jonge media- en cultuurmakers een platform om te experimenteren. Dit resulteerde in een culturele programmering die innovatie nastreefde. Ook waren er enkele radio- en televisiestudio's in ondergebracht. In het souterrain van het Vondelparkpaviljoen bevond zich een café met terras; Vondelpark 3.
VondelCS heeft de afgelopen jaren meerdere partijen gehuisvest zoals de redactie van stadszender AT5, het radioprogramma Opium op 4 en MolTalk, de live nabeschouwing van Wie is de Mol?. Vanuit VondelCS werd ook de finale van dit programma live uitgezonden waarbij de Mol zichzelf liet zien. Fans van het programma, zogenaamde molloten, konden gratis naar het VondelCS komen om de finale mee te maken.Ook de voorselectie van de CupCakeCup vond een aantal jaren plaats voor de deur van het VondelCS.
In 2020 werden het WNL-televisieprogramma WNL op Zondag en het NTR-televisieprogramma De Nieuwe Maan vanuit VondelCS uitgezonden.
Op 5 december 2020 kondigde AVROTROS aan per 1 maart 2021 uit het Vondelparkpaviljoen te vertrekken omdat het  door de centralisatie van de NPO en "mediawettelijke bepalingen" niet meer rendabel was om hier te blijven zitten.Het programma MolTalk werd als gevolg hiervan in 2022 verplaatst naar studio De Hallen. 
Van 19 t/m 23 december 2021 werd de talkshow Op1 vanwege een verhuizing van dit programma van de Westergasfabriek naar het Media Park in Hilversum tijdelijk opgenomen in het Vondelparkpaviljoen. Dit was nodig omdat op 18 december een nieuwe lockdown werd afgekondigd vanwege de coronapandemie die in 2020 uitbrak. Op deze manier kon dit programma ondanks deze verhuizing een week extra uitzenden om het nieuws hierover te brengen.
Het Vondelparkpaviljoen huisvest thans een restaurant en wordt daarnaast gebruikt als evenementenlocatie. Het heeft ook een nieuwe naam, Park Zuid. In 2023 keerde ook Moltalk terug naar het Vondelparkpaviljoen. De finale van het programma vond dat jaar echter niet plaats in het Vondelparkpaviljoen, maar bij Paleis Soestdijk. Deze uitwijking was noodzakelijk omdat er dat jaar voor het eerst sinds de coronapandemie weer publiek bij de finale mocht zijn zonder uitnodiging met als gevolg dat er dat jaar heel veel fans naar de finale wilden komen. Hiervoor was bij het Vondelparkpaviljoen geen ruimte. In 2024 keert de finale van het programma weer terug naar het Vondelparkpaviljoen.